# Дева (горы)
Де́ва (яп. 出羽山地 Дэва санти, «Гористая местность Дэва») — меридиональная цепь среднегорий, низкогорий и холмов в северо-западной части острова Хонсю в Японии.
Протяжённость гор составляет около 225 км. Преобладающие высоты — от 200 до 800 м. Вдоль западного склона проходит ряд изолированных вулканов высотой до 2236 м (вулкан Тёкай). Широкими долинами рек Ёнесиро и Омоно горы Дева разделяются на несколько массивов, невысоких (высотой до 400 м) и плосковершинных на юге и более крутосклонных и высоких на севере. Склоны гор покрыты хвойными лесами. Имеются месторождения нефти, золота, серебра.